# Campaea pictarorum
Campaea pictarorum là một loài bướm đêm trong họ Geometridae.